# Tokiharu Abe
Takiharu Abe (jap. 阿部 宗明, Abe Tokiharu; * 3. April 1911 in Tokio; † 9. August 1996 ebenda) war ein japanischer Ichthyologe vom Universitätsmuseum der Universität Tokio. Er galt als Experte für Kugelfische, insbesondere für die Gattung Takifugu, die er 1949 erstbeschrieb.

## Leben
Abe ging zunächst auf eine öffentliche Grundschule bei Kogane in der Präfektur Chiba. 1919 zog er mit seiner Familie nach Taipeh in Taiwan, wo er bis 1932 lebte. Von Kindheit an, vom Fischfang fasziniert, sammelte er bereits in Taiwan viele Fischexemplare, die er bei sich zu Hause in Formaldehyd konservierte. Aus Büchern von Shigeho Tanaka, der zu dieser Zeit als außerordentlicher Professor am Zoologischen Institut der wissenschaftlichen Fakultät der Universität Tokio forschte, lernte er die Klassifizierung von Fischen. Nach seinem Oberstufenabschluss studierte Abe acht Jahre an der Universität Tokio, darunter Fischsystematik mit Itiro Tomiyama unter der Führung von Tanaka. Nach dem Zweiten Weltkrieg setzte er sein Studium fort, wo er 1952 mit der Dissertation „Taxonomic studies on the puffers (Tetraodontidae, Teleostei) from Japan and adjacent regions“ zum Doktor der Wissenschaften (Dr. Sci.) promovierte.
Von 1947 bis 1977 arbeitete Abe als wissenschaftlicher Offizier an der Zentralen Fischstation von Japan. Sein Interesse galt der Systematik von verschiedenen Fischarten, wobei er seine Schwerpunkte auf die Familien Tetraodontidae (22 wissenschaftliche Arbeiten) und Exocoetidae (10 wissenschaftliche Papiere) legte. Beide Familien beinhalten wichtige Speisefische in Japan. Insgesamt veröffentlichte Abe 145 wissenschaftliche Artikel und beschrieb 9 neue Gattungen sowie 29 neue Arten aus 18 Familien. 1977 schied er aus dem Tokai Regional Fisheries Research Laboratory des Ministeriums für Landwirtschaft und Forsten aus und wechselte ins Japan Marine Fishery Resource Research Center nach Tokio. Von 1981 bis 1996 war er Direktor des Tsukiji Fish Information Center and Museum in Tokio, wo er zur Einführung neuer Speisefische beitrug. Abe war Herausgeber der ersten 14 Hefte des Japanese Journal of Ichthyology (1950–1967) und der ersten 43 Ausgaben der Zeitschrift Uo, dem Journal der Japanese Society of Ichthyology, wo er von 1970 bis 1972 und von 1978 bis 1980 Präsident war. Ferner war Abe von 1976 bis 1996 Präsident der Japanese Society of Ichthyologists, Mitglied der Linnean Society of London sowie ausländisches Ehrenmitglied der American Society of Ichthyologists and Herpetologists.
1996 verstarb Abe an den Folgen einer Hirnblutung in einem Krankenhaus in Tokio.

## Dedikationsnamen
Nach Abe sind unter anderem Sagamichthys abei, Tetraodon abei und Chaunax abei benannt.

## Schriften (Auswahl)
- Abe, T., 1950. New, rare or uncommon fishes from Japanese waters. I.Liparis franzi, new name. Japan. J. Ichthyol., 1: 135–139.
- Abe, T., 1952. Taxonomic studies of the puffers (Tetraodontidae, Teleostei) from Japan and adjacent regions—VII. Concluding remarks, with the introduction of two new genera, Fugu andBoesemanichthys. Japan. J. Ichthyol., 2: 35–44, 93–97, 117–127.
- Abe, T., 1953. New, rare or uncommon fishes from Japanese waters. II. Records of rare fishes of the families Diretmidae, Luvaridae and Tetragonuridae, with an appendix (description of a new species, Tetragonurus pacificus, from off the Solomon Islands). Japan. J. Ichthyol., 3: 39–47.
- Abe, T., 1955. On a new pacific flying-fish, Prognichthys sealei, retaining five unbranched fin-rays above in the pectoral throughout life. Rec. Oceanogr. Works Japan, 2: 185–192.
- Abe, T., 1957a. Notes on fishes taken from the stomach of whales taken in the Antarctic. I.Xenocyttus nemotoi, a new genus and new species of zeomorph fish of the subfamily Oreosomatinae Goode and Bean, 1895. Sci. Rep. Whales Res. Inst. (Tokyo), (12): 225–233.
- Abe, T. 1957b. Illustrated descriptions of one thousand useful fishes, II, Morikita Shuppan, Tokyo. (In Japanese.)
- Abe, T., 1959. New, rare or uncommon fishes from Japanese waters. VII. Description of a new species ofBeryx, Japan. J. Ichthyol., 7: 157–163.
- Abe, T. 1960. Description of a new species of lutjanid fish of the genusParacaesio from Japan. Japan. J. Ichthyol., 8: 56–62.
- Abe, T., 1961–1962. Notes on some fishes of the subfamily Braminae, with the introduction of a new genusPseudotaractes. Japan. J. Ichthyol., 8: 92–99, 101–114.
- Abe, T. 1966. Description of a new squaloid shark, Centroscyllium kamoharai, from Japan. Japan. J. Ichthyol., 13: 190–198.
- Abe, T. and W. N. Eschmeyer. 1972. A new species of the scorpionfish genusHelicolenus from the North Pacific Ocean. Proc. Calif. Acad. Sci., 4th Ser., 39: 47–53.
- Abe, T. and Y. Haneda. 1972. Description of two new species of the ponyfish genusLeiognathus from Indonesia. Sci. Rep. Yokosuka City Mus. (Nat. Hist.), (19): 1–6.
- Abe, T. and Y. Haneda. 1973. Description of a new fish of the genusPhotoblepharon (family Anomalopidae) from the Red Sea. Bull. Sea Fish. Res. Stn, Haifa, 60: 57–62.
- Abe, T. and H. Hotta. 1963. Description of a new deep-sea fish of the genusRondeletia from Japan. Japan. J. Ichthyol., 10: 43–48.
- Abe, T., S. Kojima, and T. Kosakai. 1963. Description of a new nomeid fish from Japan. Japan. J. Ichthyol., 11: 31–35.
- Abe, T., R. Marumo and K. Kawaguchi. 1965a. Description of a new cetomimid fish from Suruga Bay. Japan. J. Ichthyol., 12: 57–63.
- Abe, T., R. Muramo and K. Kawaguchi. 1965b. Description of a new alepocephalid fish from Suruga Bay. Japan. J. Ichthyol., 13: 67–72.
- Abe, T., M. Miki and M. Asai. 1977. Description of a new garden eel from Japan. UO, (28): 1–8.